# Musée suédois d'histoire naturelle
Le Musée suédois d'histoire naturelle (en suédois : Naturhistoriska riksmuseet) situé à Stockholm, a été fondé en 1819 par l'Académie royale des sciences de Suède et reçoit des collections rassemblées par l'Académie depuis sa fondation en 1739. Celles-ci ont été ouvertes au public, pour la première fois, en 1786. Le Musée est séparé de l'Académie en 1965.
L'un des premiers conservateurs des collections de l'Académie fut Anders Sparrman (1748-1820), étudiant de Carl von Linné (1707-1778) et ayant participé aux voyages du capitaine James Cook (1728-1779). Un autre nom important dans l'histoire de ces collections est le zoologue, le paléontologue et archéologue Sven Nilsson (1787-1883) : durant ses fonctions de conservateur de 1828 à 1831 et avant son départ au poste de professeur à l'université de Lund, celui-ci organise les collections zoologiques jusque-là accumulées sans ordre. Les collections sont estimées abriter neuf millions de spécimens en botanique, en zoologie et en paléontologie.
Les bâtiments actuels, situés à Frescati, au nord de Stockholm (district d'Östermalm), sont dus à l'architecte Axel Anderberg (1860-1937) et furent terminés en 1916. Le principal campus de l'université de Stockholm fut plus tard construit à proximité.

## Département d'entomologie
Les collections les plus anciennes remontent au début du XVIIIe siècle avec les collections pionnières de Carl Alexander Clerck (v. 1710-1765), Charles de Geer (1720-1778) et de Carl von Linné (1707-1778). L'apport le plus important est le legs, en 1819 de 8 600 espèces par Gustav von Paykull (1757-1826). Aujourd'hui, on estime que les collections d'insectes, d'arachnides et de myriapodes contiennent 2,5 millions de spécimens.